# Sol TV
Sol TV es un canal de televisión abierta peruano, que fue lanzado en 2003 y emite desde la ciudad de Trujillo. El canal pertenece a la familia Cruzado Saucedo.

## Historia
Sus orígenes se remontan hacia el 1 de noviembre de 1985, con un primer programa radial. Posteriormente el 19 de febrero de 1991, tienen a su cargo la filial local de ATV y añaden bloques de noticias regionales. Por esta época nace también Cruzado Productores que tenía a su cargo la programación local (noticias y deportes), así se mantuvo durante toda la década de los 90.
Durante los años 2000, se termina la concesión del canal limeño y la familia Cruzado decide formar su propio canal de televisión.
El 4 de febrero de 2003, sale en señal de prueba Universal Televisión, el primer canal en señal abierta de Trujillo. Posteriormente, empieza a emitir micronoticieros cada hora y lanzan su primer programa, Consultorio en casa. Más adelante, el canal agregaría Channel Music, un bloque de programación de vídeos musicales; y un noticiario.
Durante las elecciones presidenciales y, más adelante, las elecciones regionales de 2006, Universal Televisión emite un especial de 10 horas seguidas para cubrir la contienda electoral.
En 2008, la imagen corporativa del canal es relanzada como Sol TV. En 2010, el canal adquiere nuevos equipos de transmisión.
A partir de 2012, Sol TV realiza un convenio con Willax Televisión para transmitir su programación. El 2 de noviembre del mismo año, empieza a ser distribuido a nivel nacional por Claro TV en el canal 29 como Sol TV+.
A partir de 2019, empieza a ser distribuido a nivel nacional por Movistar TV en el canal 553.

## Estaciones afiliadas
Cuenta con una red de filiales en todo el norte, siendo el canal más importante en esta parte del país. Su sede principal se ubica en la ciudad de Trujillo. Su primera filial en abrir fue en Chepén en el año 2007, luego se sumaría Cajamarca, Chiclayo, Huaraz y Piura. Durante el año 2010 se une Tumbes, en 2011 la provincia de Virú en la región de La Libertad y en 2012, Pacasmayo. Durante los próximos años se unirán Chimbote, Chachapoyas, Tarapoto, Lima y Arequipa; para así consolidarse como el primer canal regional norteño con cobertura a nivel nacional.